# Iatrogenesi
Iatrogenesi (dal greco iatròs, medico e γένεσις, dalla radice γεν- di γίγνομαι nascere; ciò che è causato dal medico o dalla medicina) indica patologie, effetti collaterali o complicanze dovute a farmaci o a trattamenti medici in generale, risultati errati.
Da un punto di vista sociologico esistono tre forme di iatrogenesi: clinica, sociale e culturale.
La iatrogenesi si riferisce il più delle volte alle conseguenze negative delle azioni dei medici, ma può essere riferita anche a errori attribuibili a psicologi, terapeuti, farmacisti, infermieri e così via.

## Storia
Fin dai tempi di Ippocrate è noto il potenziale effetto dannoso delle cure mediche.
Il vecchio detto "Primum non nocere" è un'importante condizione dell'etica medica, e le sofferenze o la morte causate intenzionalmente o tramite errori evitabili o negligenza sono punite in molte società.
Lo sviluppo della medicina nel ventesimo secolo ha permesso, soprattutto grazie alla scoperta degli antisettici, dell'anestesia e degli antibiotici di ridurre fortemente la mortalità iatrogenica.

## Cause della iatrogenesi
Esistono diverse cause di iatrogenesi:
- Antibiotico resistenza
- Errori medici
- Procedure difettose
- Interazione tra i farmaci prescritti
- Effetti collaterali dei farmaci prescritti
- Sottostima degli effetti negativi dovuti alla somministrazione di farmaci
- Abuso di farmaci che inducono resistenza ai trattamenti antibiotici
- Trattamenti non testati o non rispondenti alla specifica connotazione genetica del paziente
- Diagnosi parziali
- Infezioni ospedaliere
- Sperimentazioni mediche

Condizioni di iatrogenesi non derivano sempre da errori medici, come possono essere gli errori chirurgici o la prescrizione di una terapia errata. Infatti a volte sono iatrogeni gli effetti non voluti di alcuni trattamenti medici, come la “terapia radiante” o la chemioterapia, dovuti all'aggressività degli agenti terapeutici che possono portare a perdita dei capelli, anemia, vomito, nausea, danni cerebrali (come nel caso della somministrazione di neurolettici senza episodi di psicosi, mania o schizofrenia), ecc. La perdita di funzioni dovute all'asportazione di un organo è altresì considerata causa di iatrogenesi, ad esempio il diabete scatenato dall'asportazione del pancreas. 
Un caso raro, ma comunque da considerare è quello in cui il farmacista, incapace di decifrare la prescrizione medica anche soltanto perché scritta in maniera non comprensibile, dispensa al paziente un farmaco errato che ne aggrava le condizioni.
Causa molto comune di iatrogenesi è l'interazione tra farmaci; talvolta un medico non verifica tutti i farmaci che il paziente sta assumendo e ne prescrive altri che possono potenziarne o indebolirne l'effetto, o scatenare reazioni allergiche o inaspettate.
Ulteriore causa di iatrogenesi può essere considerata la resistenza dei batteri alla somministrazione di antibiotici, dovuta fondamentalmente a due fattori: un'eccessiva prescrizione di antibiotici da parte dei medici anche quando non indispensabili e l'abitudine dei pazienti a interrompere la terapia una volta apparentemente ristabilitisi, anziché prolungarla fino alla completa eradicazione dell'agente patogeno.
Trattamenti radicali o non testati sono un'altra causa di malattia o morte iatrogena. È il caso di quei tipi di approcci medici “disperati” che erano usati soprattutto in passato, come la lobotomia, la terapia elettro-convulsivante (meglio nota come elettroshock) o la colostomia.
Un termine collegato sovente a iatrogenesi è “ospedaliera”. Si tratta di tutte quelle patologie che il malato riporta in seguito alla degenza ospedaliera, caso tipico le infezioni. Le cause più comuni di infezioni ospedaliere sono da attribuire ad aghi e altri strumenti chirurgici non sterilizzati, o il mancato uso dei guanti per eseguire procedure mediche o dentistiche.
Esiste una vasta documentazione di epatiti B e C causate da chirurghi e dentisti.
Una recente causa di terribile iatrogenesi fu l'epidemia del virus Ebola in Sudan e Zaire, dove il riutilizzo sistematico di aghi e siringhe non sterilizzati causò centinaia di vittime.

## Iatrogenesi a cascata
Per iatrogenesi a cascata si intende una serie di effetti sulla salute del paziente causati da interventi medici volti a risolvere i precedenti infruttuosi tentativi di guarigione.
Esempio reale quello di un paziente con una severa forma di artrite. In un primo tempo la terapia cortisonica fu efficace, ma l'assunzione prolungata del farmaco causò il primo effetto a cascata: l'insorgere del diabete. Il diabete aumentò la suscettibilità del paziente verso le infezioni, attivando una tubercolosi polmonare latente. Il trattamento cortisonico fu sospeso e sostituito da terapia con corticotropina, la quale provocò insufficienza renale e osteoporosi, con dolorose fratture spontanee. Seguirono un'insufficienza multiorgano e, inevitabilmente, la morte.

## Incidenza e importanza
Negli Stati Uniti il monitoraggio di questo fenomeno è molto accurato: la iatrogenesi è la terza causa di morte dopo l'infarto e il cancro.
In Italia si stima che ogni anno circa 15.000 pazienti presentino denunce contro i medici. Come in altri paesi, la legislazione italiana prevede che il paziente dia il suo consenso per ogni pratica medica alla quale debba essere sottoposto. Pertanto al chirurgo (come a ogni specialista) è richiesto di informare in modo chiaro ed esauriente il paziente del perché verrà sottoposta all'intervento, di spiegargli in modo comprensibile anche i dettagli tecnici, le aspettative e gli esiti dell'intervento e soprattutto di soffermarsi e dare risalto (come molta giurisprudenza sottolinea) ai rischi e alle complicanze cui può andare incontro. Solo così sarà considerato valido il consenso informato.
Tuttavia accade che ogni evento negativo (reale o vissuto come tale dal paziente spesso deluso nelle sue aspettative) connesso all'intervento viene inevitabilmente ricondotto a una malpractice (episodio di malasanità) e quindi considerato iatrogeno. E tutto ciò costituisce un problema che in alcuni paesi, come gli USA, ha già profondamente stravolto il rapporto tra paziente, medico e istituti di assicurazione, fino ad arrivare al paradosso della cosiddetta "medicina difensiva", cioè quella condizione in cui il medico viene portato a considerare il paziente un problema in quanto tale, facendosi influenzare nelle scelte terapeutiche dai timori di rivalsa economica, alterando quindi la base stessa del corretto rapporto medico-paziente.